# Araeognatha costimacula
Araeognatha costimacula är en fjärilsart som beskrevs av John Henry Leech. Araeognatha costimacula ingår i släktet Araeognatha och familjen nattflyn. Inga underarter finns listade i Catalogue of Life.